# Loublande
Loublande est une ancienne commune française située dans le département des Deux-Sèvres, en région Nouvelle-Aquitaine.

## Géographie
Située au nord-ouest des Deux-Sèvres, à la limite des départements voisins du Maine-et-Loire et de la Vendée, Loublande est une ancienne commune, associée à la commune de Mauléon. 
Le village de Loublande est situé à mi-distance entre Cholet et Mauléon, soit à une dizaine de kilomètres de chacune de ces deux villes.
La route nationale 249, liaison entre Nantes et Poitiers et passant par Cholet, passe au nord-est de la commune.

## Toponymie
Anciennes mentions : Domus de Loblauda ou de Loublaude (1170), Prieuré de Loublande (1648).

## Histoire
Avant la Révolution française, la paroisse de Loublande était située dans les Mauges en Anjou. Le village dépendait de la sénéchaussée d'Angers. Il faisait partie intégrante de la paroisse de Saint-Pierre-des-Échaubrognes lors du regroupement communal effectué en 1823 et de leur rattachement au département des Deux-Sèvres. En tant que commune, Loublande apparaît en 1862, créée à partir de Saint-Pierre-des-Échaubrognes.

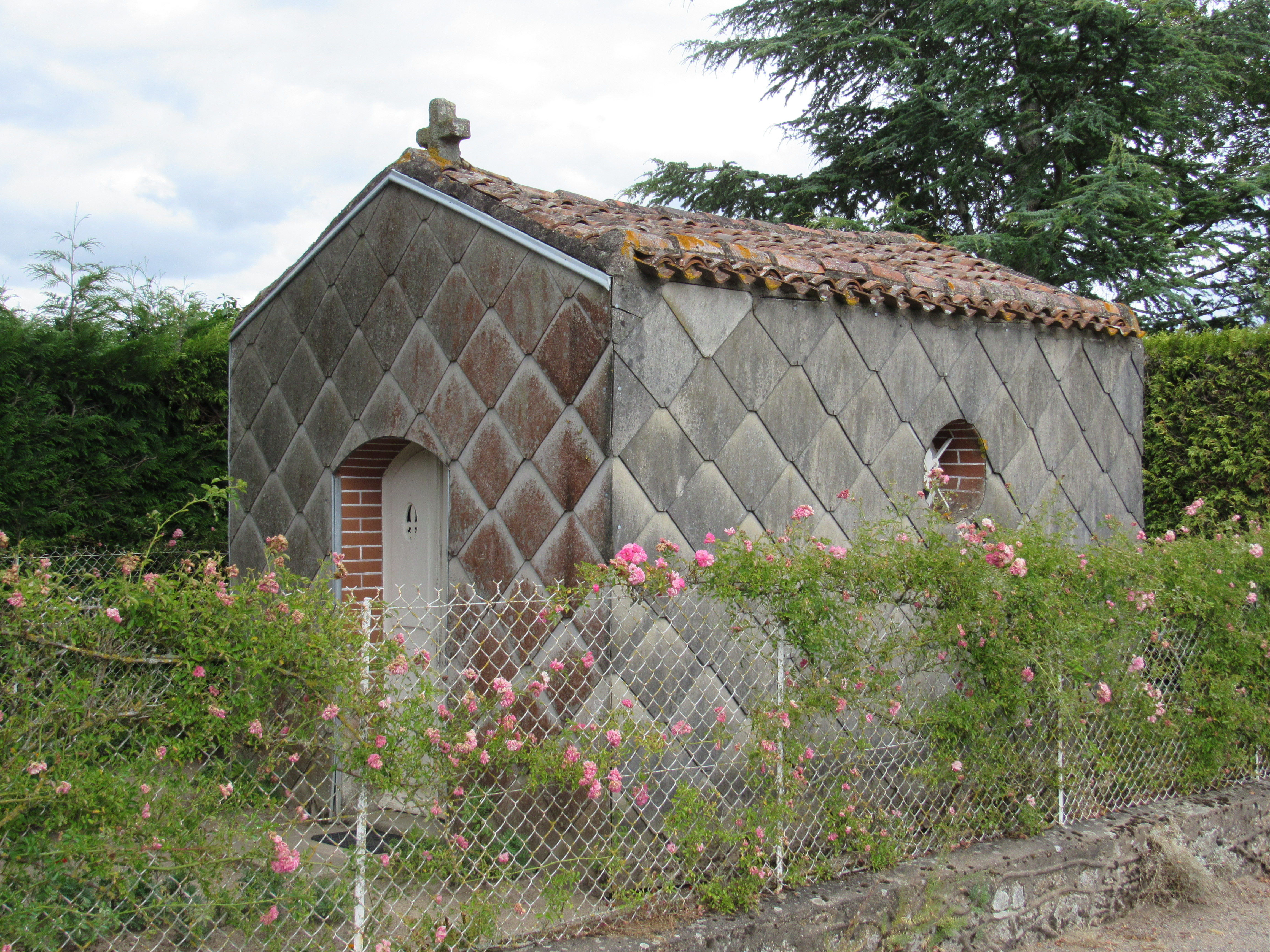
Chapelle Notre-Dame de la Garde.

Pendant la Grande Guerre, le village est devenu célèbre pour abriter Claire Ferchaud, célèbre voyante du couvent des Rinfilières. Au cours de l’année 1918, ce sont des milliers de croyants qui envahissent le bourg de Loublande. L’apogée intervient le 7 juin avec une procession et une retraite aux flambeaux auxquelles participent 10 000 personnes. Un calvaire à quatre autels fut construit non loin du lieu où vivait Claire Ferchaud, lieu devenu un site de pèlerinage.
Loublande a fusionné avec Mauléon le 1er janvier 1973.

## Politique et administration
De par son statut de commune associée, cette localité a un maire délégué.
| Période                                  | Période  | Identité            | Étiquette | Qualité |
| ---------------------------------------- | -------- | ------------------- | --------- | ------- |
|                                          | En cours | Jean-Marie Cousseau |           |         |
| Les données manquantes sont à compléter. |          |                     |           |         |

## Démographie
| 1866 | 1872 | 1876 | 1881 | 1886 | 1891 | 1896 | 1901 | 1906 |
| ---- | ---- | ---- | ---- | ---- | ---- | ---- | ---- | ---- |
| 496  | 472  | 523  | 567  | 569  | 562  | 535  | 548  | 534  |

| 1911 | 1921 | 1926 | 1931 | 1936 | 1946 | 1954 | 1962 | 1968 |
| ---- | ---- | ---- | ---- | ---- | ---- | ---- | ---- | ---- |
| 509  | 473  | 479  | 510  | 503  | 518  | 546  | 548  | 539  |

Loublande compte 912 habitants en 2015.